# 基里爾·納巴布金
基里爾·納巴布金（俄语：Кирилл Анатольевич Набабкин，1986年9月8日—）是俄羅斯的一位足球運動員。在場上司職右後衛。他現在效力于俄羅斯足球超級聯賽球隊莫斯科中央陸軍足球俱樂部。他也代表俄羅斯國家足球隊參賽。

## 荣誉
莫斯科中央陸軍足球俱樂部
- 俄羅斯足球超級聯賽: 2012-13
- 俄羅斯盃: 2010-11, 2012-13